# 2019년 6월 죽음
다음은 2019년 6월에 사망한 저명한 인물 목록이다.
- 6월 1일 - 스페인의 축구선수 호세 안토니오 레예스
- 6월 2일 - 미국의 정치인 도널드 M. 프레이저
- 6월 4일 - UEFA의 제5대 회장 렌나르트 요한손
- 6월 6일 - 미국의 음악가 닥터 존
- 6월 7일 - 미국의 영화배우 줄리 페인
- 6월 8일 - 브라질의 가수 앙드레 마토스
- 6월 10일 - 대한민국의 영부인 이희호
- 6월 11일 - 미국의 경제학자 마틴 펠드스타인
- 6월 15일 - 이탈리아의 영화감독 프랑코 제피렐리
- 6월 17일 - 이집트의 제5대 대통령 무함마드 무르시
- 6월 21일 - 키프로스의 제9대 대통령 디미트리스 흐리스토피아스
- 6월 22일
  - 미국의 소설가 주디스 크란츠
  - 브라질의 축구선수 탈리스 리마 지 콘세이상 페냐
- 6월 23일 - 미국의 음악가 데이브 바솔로뮤
- 6월 24일 - 미국의 영화배우 빌리 드래고
- 6월 25일 - 아르헨티나의 배우, 모델 이사벨 사를리
- 6월 26일
  - 프랑스의 영화배우 에디트 스코브
  - 미국의 영화배우 맥스 라이트
- 6월 28일 - 독일의 영화배우 리사 마르티네크
- 6월 29일
  - 대한민국의 배우 전미선
  - 스위스의 축구선수 플로리야나 이스마일리
- 6월 30일
  - 대한민국의 공학자 김영길
  - 미국의 물리학자 미첼 파이겐바움